# Ladvreta
Ladvreta är en tidigare småort i Turinge socken i södra delen av Nykvarns kommun i Stockholms län. Ladvreta ligger omedelbart söder om Nykvarn. Vid 2015 års tätortsavgränsning hade småorten vuxit samman med tätorten Nykvarn.